# Universo de Kingdom Hearts
Kingdom Hearts, uma franquia de jogos eletrônicos da Square Enix, se passa num grande espaço fictício formado por diversos mundos, incluindo mundos inspirados em filmes da Disney e mundos originais da série. Entre os personagens que populam esse universo, também há os originais e aqueles provenientes da Disney, além daqueles provenientes de jogos da franquia Final Fantasy, também da Square Enix. As características dos personagens não-originais nem sempre correspondem às suas versões canônicas; por exemplo, neste universo, Mickey Mouse é um rei.
Além dos mundos propriamente ditos, há também um espaço entre tais mundos chamado the Sea of the Skies ("Mar dos Céus"), pelo qual a passagem só é possível com naves espaciais chamadas Gummi Ships.
Os principais personagens são Sora, Pato Donald, e Pateta, sendo os dois últimos um mago e um cavaleiro a serviço do rei Mickey. Riku e Kairi, amigos de infância de Sora, também desempenham um papel importante. Xehanort, o principal antagonista e vilão, assume diversas formas ao longo da série. Os inimigos mais comuns são as criaturas sombrias conhecidas como Hearltless ("sem coração").

## Conceito
Tetsuya Nomura, o criador da franquia Kingdom Hearts, quis que corações, bem como as forças e conexões do coração, fossem um tema comum nos jogos. Os personagens são compostos de três partes: corpo, alma e coração. O corpo funciona como uma ponte entre o coração e a alma, enquanto a alma fornece vida ao corpo. O coração armazena suas memórias e lhes dá emoção, luz e escuridão.

## História
Em tempos remotos, o universo era um único mundo banhado pelo calor da luz. Quando os habitantes desse mundo começaram a brigar, a escuridão apareceu em seus corações e o mundo foi, por consequência, consumido. Entretanto, fragmentos de luz permaneceram nos corações das crianças, que os usaram para reconstruir o mundo perdido. A escuridão continuou a existir, mas o mundo, até então único, se dividiu em vários, alimentando a esperança do retorno da luz.
Antes dos eventos do primeiro jogo, os diversos mundos foram cercados por barreiras, impossibilitando a transição e qualquer forma de contato entre eles. Porém, com a chegada dos Heartless, essas barreiras foram destruídas (e alguns mundos consumidos no processo). Os blocos Gummi presentes no espaço são pedaços dessas barreiras quebradas.
Os habitantes de cada mundo desconhecem o universo exterior e aqueles que viajam por entre os mundos são aconselhados a manter o sigilo e não interferir em assuntos internos, de modo a manter um equilíbrio de separação. Para este fim, viajantes frequentes como Sora, Pateta e Donald mudam sua aparência física em certos mundos para evitar contrastes. Por exemplo, eles se tornam criaturas marinhas quando visitam Atlantica, monstros quando vão a Monstropolis e animais selvagens quando viajam a Pride Lands.

## Criaturas

### Heartless ("Sem-Coração")
Os Heartless (ハートレス, Hātoresu) são criaturas sombrias que surgem da escuridão nos corações das pessoas e não possuem nem corpo nem alma. São o tipo mais comum de inimigo em todos os jogos da série Kingdom Hearts, encontrados com frequência pelo jogador. Seu nome deriva da sua falta de coração, ainda que eles se originem de corações humanos. Quando a escuridão consome o coração de um personagem, seja ele bom ou ruim, ele se corrompe e se transforma em Heartless. Os Heartless procuram, instintivamente, mais corações para consumir e mundos para embeber em escuridão.
Originalmente, todos os Heartless faziam parte de uma variedade conhecida como "sangue-puro". Antes dos eventos do primeiro jogo, os sangue-puro eram comumente encontrados no ambiente das trevas, ainda que pessoas com uma grande força de vontade eram capazes de invocá-los no ambiente da luz. Em seus estudos dos Heartless sangue-puro (parte de uma pesquisa cujo objetivo era descobrir um meio de controlar a mente através do coração), aprendizes de Xehanort e Ansem criaram os Emblem, uma raça artificial de Heartless, a partir da corrupção dos corações vivos. Diferente dos sangue-puro, os Emblem possuem uma insígnia em seus corpos e, quando derrotados, libertam os corações. No entanto, a não ser que sejam derrotados por uma Keyblade, os corações roubados vão para o ambiente das trevas, onde se transformam em Heartless novamente. Combinado à busca de Malévola pelas sete Princesas do Coração por meio do uso das forças da escuridão, este fato torna os Heartless criaturas comuns no ambiente da luz no primeiro Kingdom Hearts.
Em geral, os Heartless carecem de mente e são movidos puramente por instinto, mas obedecem àqueles com grande força de vontade. No entanto, nos mundos mais próximos à escuridão, os Heartless são mais fortes, podendo se tornar incontroláveis. Conseguem invadir mundos através dos corredores das trevas, atalhos imprevisíveis que conectam os vários mundos.

### Nobody ("Sem-Corpo")
Quando Heartless são criados, o corpo e a alma daqueles com corações fortes, porém caídos na escuridão, se tornam um outro tipo de criatura conhecida como Nobody (ノーバディ, Nōbadi). Como carecem de corações carregando luz ou trevas, eles não são "nada", ainda que existam fisicamente no universo de Kingdom Hearts. Nobodies têm a habilidade de adquirir seus próprios corações com o tempo, separados de seus corpos originais. Nobodies possuem um visual tipicamente deformado e não humano; a única exceção conhecida é a Organização XIII, um grupo de Nobodies que mantêm suas formas humanas pois possuíam corações fortes em vida, sendo assim capazes de lembrar de sua existência. A maioria dos membros da Organização controla um tipo de Nobody correspondente ao seu estilo de batalha.
Assim como os Emblem, os Nobodies também possuem uma insígnia —um coração fragmentado de cabeça para baixo— concebido como um complemento ao símbolo dos Heartless. Quando derrotado, um Nobody descende a um estado de não-ser até sua contraparte Heartless ser destruída e o coração cativo libertado, o que recria o ser original do qual ambos são fragmentos.
Dois Nobodies da série, Roxas e Naminé, são considerados "casos especiais" devido às circunstâncias de seus nascimentos. Ambos são criados quando Sora usa a Keyblade de Coração de Xehanort para libertar os corações dele e de Kairi, respectivamente, mas devido a vários eventos peculiares, existem simultaneamente a seus seres originais em vez de substituí-los. Diferente dos membros da Organização XIII, que lembram seus seres originais com memória e personalidade intactas, Roxas se parece com Ventus em vez de Sora por possuir o coração de Ventus em seu interior, e não possui nenhuma das memórias de Sora pelo estado Heartless de Sora ter sido muito breve. Naminé, por sua vez, nasceu do coração de Kairi pelo corpo de Sora e, além de não ter as memórias de Kairi, possui a habilidade de alterar as memórias de Sora e daqueles próximos a ele.

## Objetos

### Keyblade

O ícone que representa a Keyblade

As Keyblades (キーブレード, Kīburēdo) (/ˈkiːˈbleɪds/) são espadas mágicas em forma de chave criadas para combater a escuridão. São o único meio de libertar corações da sua forma Heartless, restaurando-os a seu estado original de seres completos. Keyblades também são capazes de trancar e destrancar todos os tipos de portas e fechaduras. Originalmente, Keyblades eram feitas à imagem da "χ-blade" tanto por aqueles que queriam a luz adentro do Kingdom Hearts para si próprios como os que almejavam ao oposto. Seus portadores, conhecidos como "Mestres de Keyblade", podem transmitir o poder de manusear a espada para quem julgarem dignos; basta fazer com que toquem o cabo da Keyblade ou conectem seu coração a outro. Também há Keyblades como a que Xehanort usa, que são passadas para diferentes donos através de gerações.
Tanto a força como a aparência de uma Keyblade mudam dependendo de qual chaveiro é usado. Os chaveiros aumentam as capacidades de luta do portador; alguns são obtidos em certos eventos centrais do jogo; já outros são desbloqueados em minigames. Um elemento presente no primeiro jogo é a habilidade de selar o "coração" de um mundo trancando a fechadura da porta que leva a este mundo, bloqueando assim a entrada dos Heartless. Em Kingdom Hearts II, o jogador usa a Keyblade para desbloquear atalhos entre mundos, os quais haviam sido fechados após os eventos do primeiro jogo. No primeiro jogo, Sora é o único que manuseia uma Keyblade, mas jogos posteriores revelam mais portadores da espada. Em Birth by Sleep, Keyblades podem ser transformadas em Keyblade Gliders, aerobarcos usados para viajar entre mundos; à época, antes das Gummi Ships, os portadores de Keyblades eram os únicos capazes de viajar para outros mundos. Os "portões" que Sora abre mais tarde, conhecidos como Lanes Between, podem ser acessados por qualquer portador de Keyblade.

### χ-blade
A χ-blade (χブレード, Kīburēdo, pronunciada da mesma forma que "Keyblade") é uma arma antiga de origens desconhecidas, introduzida em Birth by Sleep, capaz de destrancar diretamente o Kingdom Hearts. Feita para ser manuseada pelas duas mãos, tem o formato de duas Keyblades "Kingdom Key" cruzadas no formado de um "X", além de atributos adicionais que lhe dão o formato de uma espada real. A χ-blade tem o poder de abrir o coração de qualquer mundo e exerce e função de guardiã do Kingdom Hearts. Levou à construção de "Keyblades" à sua imagem por aqueles almejando obter o poder do Kingdom Hearts, aqueles que queriam acabar com a luz, e aqueles que queriam protegê-la. O resultado desses interesses diversos foi a Guerra das Keyblades, que terminou no mundo Keyblade Graveyard ("Cemitério das Keyblades"). No rescaldo da guerra, a χ-blade se dividiu sozinha em sete fragmentos de luz e treze fragmentos de escuridão. As sete luzes, as quais se acredita ser a fonte de luz de todo o universo, tornaram-se os corações das sete Princesas do Coração.
Em Birth by Sleep, as ambições do Mestre Xehanort em obter a χ-blade o levam a colidir, um contra o outro, dois corações de força idêntica: um de pura luz e outro de pura escuridão. Ele chega a esse meio através de seu ex-aprendiz Ventus e a escuridão personificada da juventude, Vanitas, criada e recrutada por Xehanort para garantir o sucesso de seus planos. Ventus e Vanitas se fundem novamente em um com a χ-blade em mãos, mas a reunião não se completa, pois a espada fica instável e acaba explodindo por causa da destruição de Vanitas dento de Ventus. Em Dream Drop Distance, revela-se que Xehanort recrutou seus treze "Buscadores da Escuridão", a nova Organização XIII composta de suas várias encarnações e pontes, para lutar contra os sete portadores de Keyblade conhecidos como "Guardiões da Luz", ou chegar às Princesas do Coração, para recriar a χ-blade.

### Kingdom Hearts

O símbolo que representa o Kingdom Hearts

O Kingdom Hearts (キングダムハーツ, Kingudamu Hātsu), que dá o nome à série, é o "coração de todos os mundos" e a fonte de todos os corações. É um objeto de imenso poder e um elemento central do enredo, cuja luz fomenta a Guerra das Keyblades. No final, o Kingdom Hearts foi consumido pela escuridão produzida pelo conflito, causando a separação dos mundos. O retorno do Kingdom Hearts é o objetivo do Mestre Xehanort em Birth by Sleep; ainda que o Kingdom Hearts apareça sobre o Cemitério das Keyblades, a reunião fracassada de Ventus e Vanitas faz a χ-blade explodir e o Kingdom Hearts desaparecer. Xehanort se parte em um Heartless e um Nobody. Ansem, o Heartless de Xehanort, busca a Porta para a Escuridão para ganhar acesso ao novo Kingdom Hearts artificial criado a partir dos corações dos mundos, enquanto Xemnas, o Nobody de Xehanort, procura criar seu próprio Kingdom Hearts artificial a partir de corações humanos. Essas versões artificiais, no entanto, são apenas recriações de pequena escala do "verdadeiro" Kingdom Hearts, que só pode ser acessado com a sua contraparte, a χ-blade.
Cada Kingdom Hearts assume um formato diferente relativo aos corações nos quais é baseado. O Kingdom Hearts no primeiro jogo, feito dos corações dos mundos, tem a aparência de uma esfera de luz atrás de uma porta branca. O Kingdom Hearts feito pela Organização XIII, por sua vez, é uma lua amarela em formato de coração. O verdadeiro Kingdom Hearts, revelado pela χ-blade, é também uma lua em formato de coração, porém azul em Birth by Sleep e amarela em Kingdom Hearts III.

## Lista de mundos
Há uma grande quantidade de mundos na série Kingdom Hearts, mostrados nos diversos jogos e mídias da franquia. Como já mencionado, há dois tipos de mundo: os originais e os baseados em filmes da Disney.
Legenda:
- KH: Kingdom Hearts (2002)
- CoM: Kingdom Hearts: Chain of Memories (2004)
- KH2: Kingdom Hearts II (2005)
- Coded: Kingdom Hearts: Coded (2008)
- 358/2: Kingdom Hearts: 358/2 Days (2009)
- BbS: Kingdom Hearts: Birth by Sleep (2010)
- DDD: Kingdom Hearts 3D: Dream Drop Distance (2012)
- χ: Kingdom Hearts χ (2013)
- KH3: Kingdom Hearts III (2019)

### Originais
Mundos criados para a série sem base específica em nenhum filme ou jogo, ainda que possam conter personagens de várias origens diferentes. São eles:
| Mundo                                              | Aparência | Propósito                                                                                            | Jogos em que aparece                   |
| -------------------------------------------------- | --- | --- | -------------------------------------- |
| Castle Oblivion ("Castelo Esquecimento")           | Castelo mágico no meio de um campo.                                                                                           | Único mundo verdadeiro em CoM, projeta simulações com base na memória de Sora.                       | CoM                                    |
| Daybreak Town ("Cidade do Amanhecer")              | Cidade onde sempre é amanhecer, semelhante a Traverse e Twilight Town.                                                        | Mundo-base em X [Chi].                                                                               | χ, BbS, KH3                            |
| Destiny Islands ("Ilhas do Destino")               | Arquipélago tropical com várias praias e um céu azul.                                                                         | Terra natal dos personagens principais: Sora, Riku e Kairi.                                          | Todos (mas em KH2 e KH3 não é jogável) |
| Disney Castle ("Castelo da Disney")                | Grande palácio branco com detalhes azuis.                                                                                     | Mundo natal do Rei Mickey, a Rainha Minnie, Pato Donald e Pateta.                                    | KH, KH2, Cidade em BbS                 |
| End of the World ("Fim do Mundo")                  | Oceano roxo de escuridão cercado por rochas.                                                                                  | Mundo final no primeiro jogo, onde Sora derrota Xehanort.                                            | KH                                     |
| Keyblade Graveyard ("Cemitério das Keyblades")     | Mundo desértico onde várias keyblades ficam atoladas.                                                                         | Palco de várias batalhas da lendária Guerra das Keyblades.                                           | BbS, KH3                               |
| Kingdom Hearts                                     | Mundo parecido com uma batalha de xadrez onde os mestres Xehanort e Eraqus morrem.                                            | Trazer um lado bom para o Xehanort tendo um propósito de batalhar contra ele.                        | KH3                                    |
| Land of Departure ("Terra da Partida")             | Nome antigo para Castle Oblivion.                                                                                             | Um dos mundos-base de BbS.                                                                           | BbS                                    |
| Mirage Arena ("Arena da Miragem")                  | Arena futurística de batalhas.                                                                                                | Dedicado a torneios e lutas.                                                                         | BbS                                    |
| Radiant Garden ("Jardim Radiante")                 | Mundo composto por um castelo chamado Hollow Bastion ("Fortaleza Vazia") cercado por formações rochosas e pequenas vilas.     | Um dos principais mundos, chamava-se apenas Hollow Bastion durante o reinado de Xehanort e Malévola. | KH, CoM, KH2, BbS, Coded               |
| Scala Ad Caelum ("Escada Para o Céu")              | Arena de batalha com o Mestre Xehanort em diferentes lugares com a realidade distorcida.                                      | Batalha contra o Mestre Xehanort.                                                                    | KH3                                    |
| The World That Never Was ("O Mundo Que Nunca Foi") | Constitui-se de uma grande nave branca chamada The World of Nothingness cercada pela Dark City, onde predominam os Heartless. | O mundo final em Kingdom Hearts II. Sede da Organização XIII e casa dos Nobodies.                    | KH2, 385/2                             |
| Traverse Town ("Cidade da Travessia")              | Pequena cidade sempre noturna e com vários letreiros luminosos. Lá vivem personagens da série Final Fantasy.                  | Mundo-base do primeiro jogo.                                                                         | KH, CoM, 358/2, Coded, DDD             |
| Twilight Town ("Cidade do Crepúsculo")             | Pequena cidade eternamente no crepúsculo. Também tem uma parte chamada Mysterious Tower ("Torre Misteriosa").                 | Mundo-base de KH2. Também possui uma versão simulada onde o jogo começa.                             | CoM, KH2, 385/2, KH3                   |

### Disney
Mundos baseados nos filmes da Disney, com personagens e locais semelhantes aos desses filmes. São eles:
| Mundo                                               | Filme em que se baseia                        | Jogos em que aparece       |
| --------------------------------------------------- | --------------------------------------------- | -------------------------- |
| Agrabah                                             | Aladdin                                       | KH, CoM, KH2, 358/2, Coded |
| Arendelle                                           | Frozen                                        | KH3                        |
| Atlantica                                           | A Pequena Sereia                              | KH, CoM, KH2, 358/2        |
| Beast's Castle ("Castelo da Fera")                  | A Bela e a Fera                               | KH2, 358/2                 |
| Castle of Dreams ("Castelo dos Sonhos")             | Cinderella                                    | BbS                        |
| Country of the Musketeers ("País dos Mosqueteiros") | Os Três Mosqueteiros                          | DDD                        |
| Enchanted Dominion ("Domínio Encantado")            | A Bela Adormecida                             | BbS                        |
| Deep Jungle ("Selva Profunda")                      | Tarzan                                        | KH                         |
| Deep Space ("Espaço Profundo")                      | Lilo e Stitch                                 | BbS                        |
| Dwarf Woodlands ("Floresta dos Anões")              | Branca de Neve e os Sete Anões                | BbS                        |
| Halloween Town ("Cidade do Halloween")              | O Estranho Mundo de Jack                      | KH, CoM, KH2, 358/2        |
| Kingdom of Corona ("Reino de Corona")               | Enrolados                                     | KH3                        |
| Olympus Coliseum ("Coliseu do Olimpo")              | Hércules                                      | Todos menos DDD            |
| La Cité des Cloches ("A Cidade dos Sinos")          | O Corcunda de Notre-Dame                      | DDD                        |
| Monstro                                             | Pinóquio                                      | KH, CoM                    |
| Monstropolis ("Monstrópolis")                       | Monstros SA                                   | KH3                        |
| Neverland ("Terra do Nunca")                        | Peter Pan                                     | KH, 358/2, CoM, BbS        |
| Port Royal                                          | Piratas do Caribe: A Maldição do Pérola Negra | KH2                        |
| Prankster's Paradise ("Paraíso do Traquinas")       | Pinóquio                                      | DDD                        |
| Pride Lands ("Terras da Alcateia")                  | O Rei Leão                                    | KH2                        |
| San Fransokyo                                       | Operação Big Hero                             | KH3                        |
| Symphony of Sorcery                                 | Fantasia                                      | DDD                        |
| The Caribbean ("O Caribe")                          | Piratas do Caribe: No Fim do Mundo            | KH3                        |
| The Grid                                            | Tron: O Legado                                | DDD                        |
| The Land of Dragons ("Terra dos Dragões")           | Mulan                                         | KH2                        |
| Toy Box ("Caixa de Brinquedos")                     | Toy Story                                     | KH3                        |
| Wonderland ("País das Maravilhas")                  | Alice no País das Maravilhas                  | KH, CoM, Coded, 358/2      |

#### Internos
Esses mundos não são acessíveis diretamente do espaço (Sea of the Skies), mas sim através de "portais" dentro de outros mundos.
| Mundo                                  | Filme em que se baseia | Jogos em que aparece     | Acesso                             |
| -------------------------------------- | ---------------------- | ------------------------ | ---------------------------------- |
| 100 Acre Wood ("Bosque dos 100 Acres") | Filmes do Ursinho Pooh | KH, KH2, CoM, Bbs, KH3   | Pelo livro em Mysterious Tower.    |
| Space Paranoids                        | Tron                   | KH2, DDD (como The Grid) | Pelo computador em Hollow Bastion. |
| Timeless River ("Rio Sem Tempo")       | Steamboat Willie       | KH2                      | Por uma porta em Disney Castle.    |

## Recepção
A ambientação da série trouxe críticas positivas na maior parte. Quando o primeiro jogo foi anunciado, certas publicações expressaram ceticismo quanto à sua viabilidade.
Andrew Reiner do Game Informer afirmou que, apesar de diferenças extremas entre as propriedades intelectuais de Final Fantasy e da Disney, elas formam uma boa mistura junto ao novo conteúdo criado para a franquia. Outro crítico do Game Informer, Matt Miller, descreveu o conceito como uma "casca dura", e chamou a combinação das duas propriedades de "ridícula". Em contraste, no entanto, ele elogiou a fórmula da franquia, dizendo-a ser um sucesso. Os gráficos dos jogos, em particular sua similaridade com o material em que se baseiam, receberam elogios generosos. Segundo a IGN, "os mundos se parecem bastante com suas contrapartes no cinema". O site japonês Gpara.com também elogiou o visual dos mundos. GameSpot descreveu os mundos como "ambientes familiares maravilhosamente ricos", e o GamePro os descreveu como "iguaizinhos aos filmes originais."
Em 2002, após o lançamento do primeiro jogo, os ambientes dos mundos da Disney foram bem recebidos pelos críticos. Scott Marriott, do Allgame, os considerou o conceito mais atraente do jogo e afirmou que algumas escolhas dos desenvolvedores a este respeito foram uma "surpresa". Ele elogiou seu design, acrescentando que eles integram uma "boa quantidade" de características familiares dos filmes da Disney e que, apesar de pequenos, é aprazível interagir com esses personagens e ambientes familiares.
Segundo Maura Sutton, do Computer and Video Games, os elementos da Disney são um dos principais fatores que criam esses "mundos incríveis".
Críticos do segundo jogo da série, Kingdom Hearts: Chain of Memories, se mostraram desapontados com o número limitado de novos mundos exploráveis.
Sobre Kingdom Hearts II, Bryan Intihar, da 1UP.com, afirmou que sua ambientação e design são atraentes, "impecáveis" e superiores às do primeiro jogo, elogiando em particular a atmosfera do mundo Timeless River. Reiner, no entanto, afirmou que os elementos da Disney em Kingdom Hearts II servem como uma mera distração à história principal.